# Nikolaiter
Nikolaiter, namn på anhängarna av en libertinsk riktning i den hedning-kristna församlingen i Pergamon under första århundradet. Nikolaiterna, som omtalas i Upp. 2: 6, 15, ansåg sig både i teori och praxis fria från det apostoliska påbudet i Apg. 15:29. De så kallade familisterna (kärlekens brödraskap) kallades också nikolaiter, efter sin stiftare Henry Nicholis, samt att de präster, som överträdde Gregorius VII:s celibatslag, stämplats med detta namn.